# Kroatië op het Eurovisiesongfestival 2016

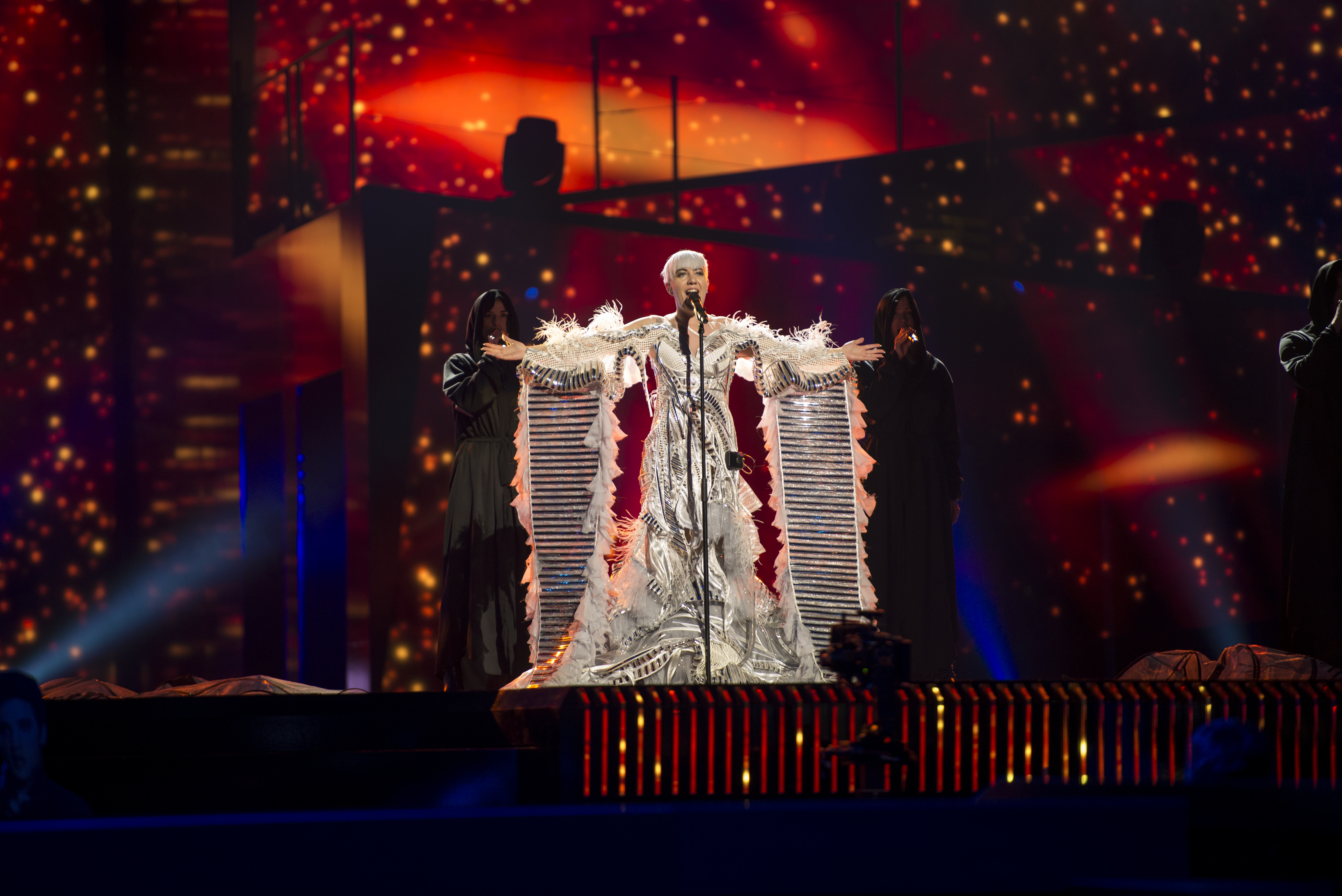
Nina Kraljić tijdens het Eurovisiesongfestival 2016

Kroatië nam deel aan het Eurovisiesongfestival 2016 in Stockholm, Zweden. Het was de 22ste deelname van het land op het Eurovisiesongfestival. HRT was verantwoordelijk voor de Kroatische bijdrage voor de editie van 2016.

## Selectieprocedure
Nadat Kroatië sedert 1993 21 jaar onafgebroken had deelgenomen aan het Eurovisiesongfestival, trok het land zich eind 2013 terug vanwege financiële problemen en tegenvallende resultaten. Na twee jaar afwezigheid, maakte de Kroatische openbare omroep op 26 november 2016 bekend opnieuw te zullen aantreden op het festival. De Kroatische act werd intern aangeduid. HRT koos voor Nina Kraljić, winnares van de Kroatische versie van The Voice in 2015. Haar nummer werd op 9 maart vrijgegeven. Lighthouse wordt volledig in het Engels vertolkt.

## In Stockholm
Kroatië trad in Stockholm in de eerste halve finale op dinsdag 10 mei 2016 aan. Nina Kraljić trad als vijfde van achttien acts op, net na Freddie uit Hongarije en gevolgd door Douwe Bob uit Nederland. Kroatië wist zich te plaatsen voor de finale op zaterdag 14 mei.
In de finale trad Kroatië als zeventiende van de 26 acts aan en eindigde als 23ste.
1993 · 1994 · 1995 · 1996 · 1997 · 1998 · 1999 · 2000 · 2001 · 2002 · 2003 · 2004 · 2005 · 2006 · 2007 · 2008 · 2009 · 2010 · 2011 · 2012 · 2013 · 2014-2015 · 2016 · 2017 · 2018 · 2019 · 2020 · 2021 · 2022 · 2023 · 2024 · 2025
Albanië · Armenië · Australië · Azerbeidzjan · België · Bosnië en Herzegovina · Bulgarije · Cyprus · Denemarken · Duitsland · Estland · Finland · Frankrijk · Georgië · Griekenland · Hongarije · Ierland · IJsland · Israël · Italië · Kroatië · Letland · Litouwen · Macedonië · Malta · Moldavië · Montenegro · Nederland · Noorwegen · Oekraïne · Oostenrijk · Polen · Rusland · San Marino · Servië · Slovenië · Spanje · Tsjechië · Verenigd Koninkrijk · Wit-Rusland · Zweden · Zwitserland